# Linda Fuller
Linda Caldwell Fuller (sinh ngày 17 tháng 2 năm 1941 tại Tuscaloosa, tiểu bang Alabama), cùng với chồng, Millard, đồng sáng lập Tổ chức Hỗ trợ Gia cư (Habitat for Humanity, hoặc Habitat). Năm 1976, Linda và chồng cùng khởi xướng mục vụ Cơ Đốc hỗ trợ nhà ở cho người nghèo, sau khi đi tiên phong trong chương trình cung cấp nhà ở với giá rẻ tại những vùng nông thôn tây bắc nước Mỹ (1968-1972) nối tiếp với ba năm làm việc ở Phi châu (1973–1976) trong nỗ lực nhắm vào những mục tiêu tương tự. Từ đó, dưới sự lãnh đạo của Millard và Linda, phong trào từ thiện Cơ Đốc này đã phát triển để trở thành mục vụ nhà ở với quy mô hoạt động trên toàn cầu, hiện hữu như một biểu tượng cho sự thành công trong nỗ lực đối đầu với cuộc khủng hoảng về nhà ở cho người nghèo.
Khi Linda chuyên tâm cho văn bằng Cử nhân Giáo dục Tiểu học tại Đại học Huntington ở Montgomery, Alabama, chồng cô và một bạn học bắt tay xây dựng một công ty thị trường. Kỹ năng cao trong lĩnh vực doanh nghiệp đã giúp họ trở nên triệu phú ngay trong tuổi hai mươi. Nhưng lúc đang ở đỉnh cao của sự thành đạt, cuộc hôn nhân của Linda và Millard ngày càng trở nên tồi tệ, khiến họ phải ngồi lại với nhau để tái thẩm định các giá trị và lối sống. Chính cuộc "tra vấn tâm linh" này giúp họ hoà giải với nhau và tái khẳng định lòng tận hiến cho các giá trị Cơ Đốc.
Rồi thì vợ chồng Fuller tiến hành một bước đi ngoạn mục: quyết định bán toàn bộ tài sản để cho người nghèo và khởi sự tìm kiếm lý tưởng sống cho cuộc đời mình. Cuộc hành trình tìm kiếm này dẫn họ đến Nông trang Koinonia, một cộng đồng Cơ Đốc toạ lạc gần Americus, ở đó các thành viên cộng đồng thực hành giáo huấn Cơ Đốc giáo trong cuộc sống hằng ngày.
Cùng với nhà sáng lập Nông trang Koinonia, Clarence Jordan, và những người khác, Linda và Millard Fuller khởi xướng vài chương trình hoạt động, trong đó có mục vụ về nhà ở. Họ chọn xây dựng nhà ở trên nguyên tắc không kiếm lời, cũng không tính lãi trên tiền trả góp, như thế có thể giúp cung ứng nhà ở cho nhiều gia đình nghèo.
Mỗi gia đình mua nhà đều được yêu cầu đầu tư công lao động cho chính căn nhà của mình và cho nhà của những người khác. Điều này giúp làm giảm giá thành của mỗi căn nhà, gia tăng lòng tự hào của người mua nhà, và phát triển những mối quan hệ tích cực. Ngân quỹ xây dựng được đưa vào quỹ xoay vòng, dùng để xây dựng thêm nhà ở. Tiền bán nhà được đưa trở lại vào ngân quỹ, như thế có thêm tiền để xây dựng nhà mới.
Năm 1973, gia đình Fuller gồm bố mẹ và bốn người con đến sống tại châu Phi để thực hiện một phép thử cho mô hình này ở hải ngoại. Được tài trợ bởi Giáo hội Cơ Đốc (Disciples of Christ), họ đã chứng minh sự thành công của đề án để trở nên một chương trình khả thi tại các quốc gia đang phát triển. Linda và Millard tin rằng mô hình nên được ứng dụng và phát triển rộng rãi trên toàn cầu. Yếu tố không kiếm lời cũng không tính tiền lãi lập nền trên một câu Kinh Thánh dạy rằng khi cho người nghèo vay mượn không nên tính tiền lãi ("Trong dân ta có kẻ nghèo nàn ở cùng ngươi, nếu ngươi cho người mượn tiền, chớ xử với họ như người cho vay, cũng chẳng nên bắt họ phải chịu tiền lãi". Xuất Ai Cập ký 22. 25).
Năm 1976, sau khi về nước, Linda và Millard gặp gỡ các thành viên của cộng đồng Koinonia cùng vài người khác và quyết định thành lập một tổ chức mới được đặt tên Habitat for Humanity (Tổ chức Hỗ trợ Gia cư) với mục tiêu cải thiện tình trạng thiếu hụt nhà ở cho người nghèo trên khắp thế giới. Sau khi bị buộc phải rời khỏi Habitat, Linda và Millar thành lập một tổ chức mới gọi là Trung tâm Gia cư Fuller, kêu gọi gây quỹ trợ giúp các nhóm xây dựng nhà ở cho người nghèo.
Linda Fuller được trao tặng nhiều giải thưởng, một trong những phần thưởng vinh dự nhất là Giải thưởng Phục vụ Công cộng Harry S. Truman được trao tặng năm 1994. Bà cũng đã nhận bảy học vị tiến sĩ danh dự.
Bà Fuller cùng chồng, các con đã trưởng thành và 8 cháu, hiện đang sống ở các tiểu bang Georgia và Texas với một nếp sống giản dị từ những khoản lợi tức nhỏ bé  Lưu trữ ngày 17 tháng 6 năm 2006 tại Wayback Machine.

## Tác phẩm
- Woman to Woman Wisdom: Inspiration for REAL Life, Thomas Nelson Publishers, Co-Authored with Bettie Youngs and Donna Schuller, tháng 8 năm 2005
- Down Home Humor, HFHI Creative Services, Editor, 2001
- Partners In The Kitchen: Simple, Decent Cooking, Favorite Recipes Press, Editor, 1997
- Partners In The Kitchen: Home Sweet Habitat, Favorite Recipes Press, Editor, 1995
- Partners In The Kitchen: From Our House To Yours, Favorite Recipes Press, Editor, 1993
- The Excitement Is Building, Word, Inc., Co-Authored with Millard Fuller, 1990